# Pål Lundin
Pål Mikael Lundin, född 21 november 1964 i Osby, är en svensk före detta fotbollsspelare. 
Lundin var under många år målvakt i Östers IF. Har också spelat i Trelleborgs FF och gjorde ett flertal allsvenska matcher. Lundin har också varit proffs i Oxford United FC.
1991 fick Lundin ett samtal från Tommy Svensson, som ville att Pål skulle följa med på en landslagssamling. Lundin trodde dock att det var en kompis som skojade och lade på telefonen. Då ringde Hasse Backe, dåvarande tränare i Öster, som senare hämtade upp Lundin och skjutsade honom till flygplatsen. Totalt blev det spel i två landskamper för honom.
Idag har Lundin återflyttat till Osby; han är gift och har en dotter och två söner.